# Штиф, Нохем
Но́хем Штиф (полное имя — Ну́хим Йо́йнович Штиф, в быту Нау́м Ио́нович Штиф, литературный псевдоним Бал-Димьен, дословно — «мечтатель»; 17 ноября 1879, Ровно — 1933, Киев) — филолог-идишист, лингвист, литературовед, переводчик, редактор и общественный деятель. 

## Биография
Родился 17 ноября (по старому стилю) 1879 года в Ровно, в семье Йойны Шлёмовича Штифа и Песи Штиф. Выпускник Демидовского юридического лицея (1914). С молодости участвовал в деятельности сионистской Социалистической рабочей еврейской партии (сеймисты) и Фолкспартэй («народная партия» на идише). После кишиневского погрома 1903 года, вместе с П. Дашевским, покушавшимся на убийство Крушевана, организовал одну из первых дружин еврейской самообороны.
В 1914 году руководил кишинёвско-одесским издательством Фар ундзэрэ киндэр (Нашим детям, на идише) в издательстве А идише фарлаг Бориса Клецкина. Штиф выпустил серию детских книг. Штиф был первым в еврейском издательском бизнесе, пригласивший молодых еврейских художников-авангардистов. При нем с издательством сотрудничали художники Нохем-Бер Патлажан, Менахем Бирнбойм, приехавший из Парижа Бенцион Цукерман (погиб в Минском гетто), Лев Бродаты (1889—1954), Давид Владимирский, М. Шварц и Марк Шагал.
Нохем Штиф принимал участие в написании «Еврейской энциклопедии Брокгауза и Ефрона»; неизвестно точно, сколько статей было им написано и отредактировано, так как за его подписью была опубликована лишь одна статья о еврейском писателе и критике Лазаре Атласе.
Во время Первой мировой войны уехал в Вильну.
В 1916 году Штиф жил в Петроградe. Вошел в первый президиум новосозданного Еврейского театрального общества, положившего начало созданию Еврейского художественного театра.
В 1919 году в издательстве Култур-лигэ в Киеве вышел фундаментальный труд «Гуманизм еврейской литературы»
שטיף, נחום הומאניזם אין דער עלטערער יידישער ליטעראטור: א קאפּיטל ליטעראטור געשיכטע/ בעל-דמיון. קיעוו, קולטור ליגע, 1919(
В 20-е годы занялся лингвистикой идиша. В известной дискуссии с публицистом Бером Боруховым отрицал наличие славянского компонента в идише и заявлял, что «даже если такой компонент есть, то его смысл в том, чтоб изжить его до последнего слова».
В 1922 году Штиф поселися в Берлине, в августе 1925 года был одним из организаторов Еврейского исследовательского института (ИВО) Yidisher Visenshaftlikher Institut идиш — еврейский академический институт с центром в Вильно, призванный заниматься изучением еврейской культуры, фольклора еврейской жизни и истории Восточной Европы. Другой важной целью института была стандартизация идиша. Штиф изучал старые рукописные книги на идише.
В 1926 году вернулся в СССР и поселился в Киевe. Возглавил работу отдела лингвистики Института еврейской пролетарской культуры. Был редактором журнала Ди йидишэ шпрах («Еврейский язык» на идише).
В 1930 году Штиф стал жертвой сталинских чисток, как националистический элемент и был уволен со всех постов.

## Семья
Жена — Двойра-Дина Ицковна Штиф, дочь Эстер.

## Доступные публикации
- שטיף, נחום הומאניזם אין דער עלטערער יידישער ליטעראטור: א קאפּיטל ליטעראטור געשיכטע/ בעל-דמיון. קיעוו, קולטור ליגע, 1919
- Евреи и идиш שטיף, נחום ידן און יידיש (недоступная ссылка)
- Штиф, Н. «Добровольцы и еврейские погромы». См. в кн.: Революция и гражданская война в описаниях белогвардейцев. Т. 5, (Москва, 1927).